# Enrique Lafuente Ferrari
Enrique Lafuente Ferrari (ur. 23 lutego 1898 w Madrycie, zm. 25 września 1985 w Cercedilla) – hiszpański historyk sztuki, specjalizował się w malarstwie hiszpańskim, a zwłaszcza w temacie Diego Velázqueza, Francisca Goi i Ignacia Zuloagi.

## Wybrane dzieła
- Breve historia de la pintura española (1934 i 1953)
- La pintura española del siglo XVII (1935)
- La fundamentación y los problemas de la historia del arte (1951)